# Thủy điện Nậm Sì Lường
Thủy điện Nậm Sì Lường là nhóm các thủy điện xây dựng trên dòng Nậm Sì Lường tại vùng đất các xã Pa Vệ Sử và Bum Nưa huyện Mường Tè tỉnh Lai Châu, Việt Nam.
Năm 2019 Thủy điện Nậm Sì Lường triển khai 3 bậc.
Thủy điện Nậm Sì Lường 1 có công suất lắp máy 30 MW, tại xã Pa Vệ Sử, dự kiến hoàn thành quý 4/2019.
Thủy điện Nậm Sì Lường 3 có công suất lắp máy 21 MW, tại xã Pa Vệ Sử và Bum Tở, dự kiến hoàn thành quý 1/2020.
Thủy điện Nậm Sì Lường 4 có công suất lắp máy 20 MW, tại xã Pa Vệ Sử và Bum Tở, dự kiến hoàn thành quý 1/2020.

## Nậm Sì Lường
Nậm Sì Lường là một suối trong lưu vực sông Đà, chảy ở xã Pa Vệ Sử huyện Mường Tè tỉnh Lai Châu.
Nậm Sì Lường dài cỡ 41 km, diện tích lưu vực 224 km². Suối bắt nguồn từ các suối ở vùng núi biên giới Việt - Trung, với đỉnh Pu Si Lung cao 3076 m 22°37′39″B 102°47′16″Đ / 22,627394°B 102,787756°Đ, chảy về hướng nam.
Tại thị trấn Mường Tè Nậm Sì Lường đổ vào dòng Nậm Bum. 
Nậm Bum chảy hướng tây, đổ vào sông Đà ở bản Ta Pán nơi có cầu Pô Lếch ở xã Bum Tở huyện Mường Tè.